# Кавагоэ
Каваго́э (яп. 川越市 Кавагоэ-си, букв. «Город речной переправы») — центральный город Японии, расположенный на острове Хонсю в префектуре Сайтама. Площадь города составляет 109,16 км², население — 349 537 человек (1 августа 2014), плотность населения — 3202,06 чел./км². Посёлок Кавагоэ был образован 1 апреля 1889 года. Он достиг статуса города в 1922 году, а статус центрального получил 1 апреля 2003 года.

## География
Кавагоэ находится на острове Хонсю к северу-западу от Токио, на реке Сингаси.

## Экономика
Город является железнодорожный узлом и торгово-промышленным центром с развитым машиностроением, текстильной, пищевкусовой, деревообрабатывающей, мебельной, электронной и авиационной промышленностью. Текстильная промышленность производит главным образом хлопчатобумажные, шелковые, синтетические ткани. Экономика города адаптирована в основном для обслуживания Токио.

## Транспорт
- Кокудо 16

## Породнённые города
Кавагоэ породнён с шестью населёнными пунктами:
- Танагура, Япония (январь 1972);
- Обама, Япония (ноябрь 1982);
- Накасацунай, Япония (ноябрь 2002);
- Оффенбах, Германия (август 1983);
- Сейлем, США (август 1985);
- Отён, Франция (октябрь 2002).

## Символика
Цветком города выбрали керрию, деревом — дуб мирзинолистный, а птицей — дикого гуся.